# Vuelo 867 de KLM
El 15 de diciembre de 1989, el vuelo 867 de KLM, que cubría la ruta del Aeropuerto de Ámsterdam-Schiphol en Ámsterdam, Países Bajos al Aeropuerto Internacional de Narita, Tokio, se vio obligado a realizar un aterrizaje de emergencia en el Aeropuerto Internacional Ted Stevens Anchorage en Anchorage, Alaska, al fallar los cuatro motores.El Boeing 747-406M, con menos de seis meses de antigüedad en ese momento,atravesó una densa nube de ceniza volcánica del Monte Redoubt,que había entrado en erupción el día anterior.

## Aeronave
La aeronave involucrada era un Boeing 747-406M, con número de serie 23982 y matrícula PH-BFC. Al momento del incidente, tenía casi seis meses de antigüedad. El 747 estaba equipado con cuatro motores General Electric CF6-80C2B1F.

## Fallo de motor
Los cuatro motores fallaron, dejando solo los sistemas críticos con alimentación eléctrica de emergencia. Un informe atribuyó la parada del motor a la conversión de la ceniza en una capa de vidrio dentro de los motores que engañó a los sensores de temperatura y provocó el apagado automático de los cuatro motores.
Cuando los cuatro generadores principales se apagaron debido a la falla de todos los motores, se produjo una interrupción momentánea de la alimentación eléctrica cuando los instrumentos de vuelo pasaron a la alimentación de reserva. La alimentación de reserva del 747-400 se suministra mediante dos baterías e inversores. El capitán realizó el procedimiento de reinicio de los motores, que falló en los primeros intentos, y lo repitió hasta lograr el reinicio. En algunos intentos, al arrancar uno o más motores (aunque no todos), el generador principal se reactivó. Este encendido y apagado provocó repetidas interrupciones en la transferencia de energía a los instrumentos de vuelo. La supresión temporal de la señal de los instrumentos dio la impresión de que la alimentación de reserva había fallado. Estas transferencias de energía se verificaron posteriormente con el registrador de datos de vuelo.

### Transcripción

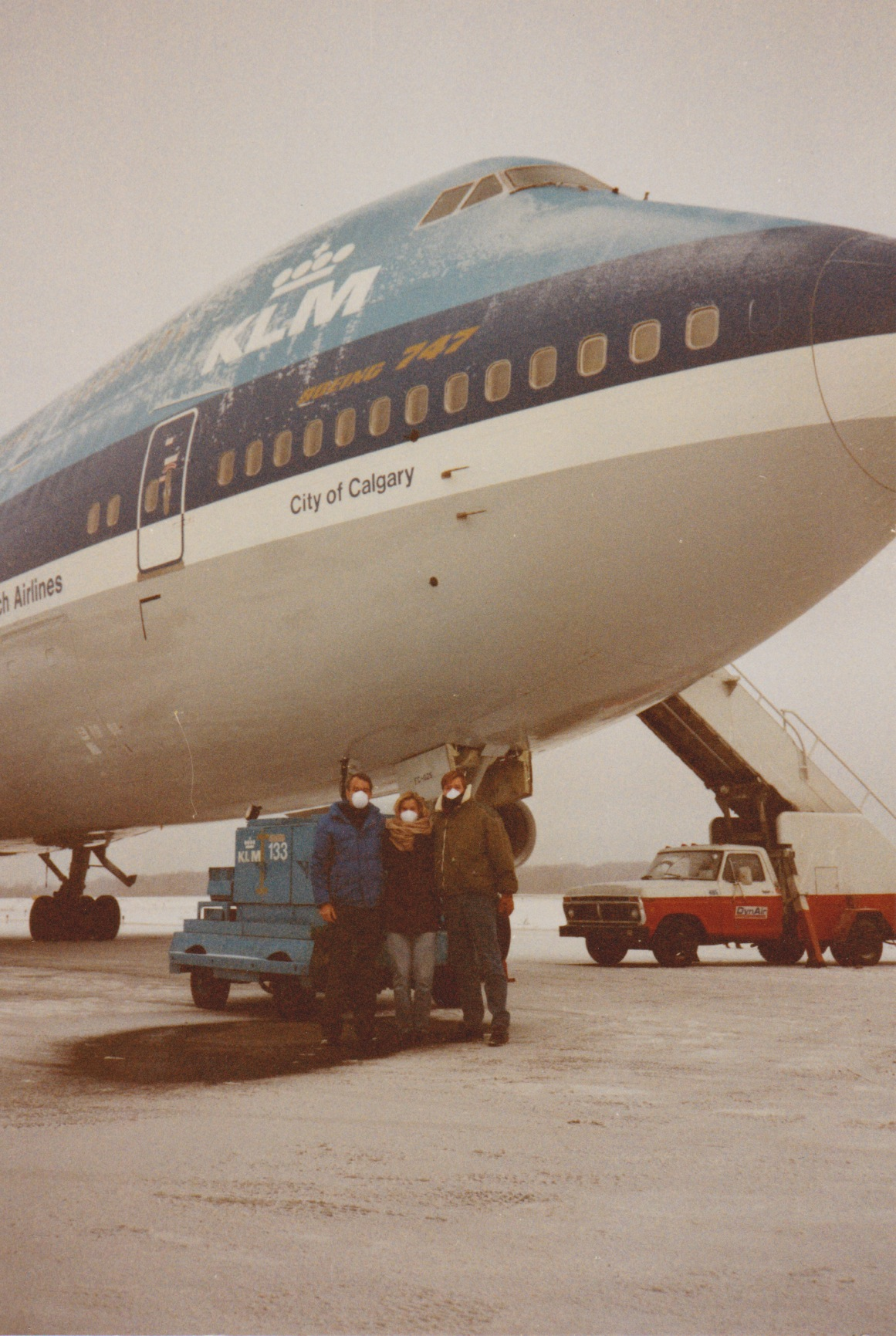
La tripulación del KL867 inspeccionando los daños de su Boeing 747-406M (registro PH-BFC) que encontró la nube de cenizas del Monte Redoubt en Alaska en diciembre de 1989.

Las siguientes transmisiones tuvieron lugar entre el Centro de Anchorage, la instalación de control del tráfico aéreo de la región, y el vuelo 867 de KLM:
- Piloto KLM B–747—‘‘KLM 867 pesado alcanzando nivel 250 rumbo 140°’’
- Centro de Anchorage—‘‘Ok, ¿tiene a la vista la nube de ceniza volcánica en este momento?’’
- Piloto KLM B–747—‘‘Si, pensamos que la nube que tenemos a la vista debe de ser ceniza. Es más marrón que una nube normal.’’
- Piloto KLM B–747—‘‘Tenemos que virar a la izquierda ahora. . . Hay humo en la cabina en este momento, señor.’’
- Centro de Anchorage—‘‘KLM 867 pesado, recibido, izquierda a discreción.’’
- Piloto KLM B–747—‘‘Ascendiendo a nivel 390, estamos en una nube negra, rumbo 130°.’’
- Piloto KLM B–747—‘‘KLM 867 con fallo de todos los motores y en descenso inmediato!’’
- Centro de Anchorage—‘‘¿KLM 867 pesado, Anchorage?
- Piloto KLM B–747—‘‘KLM 867 pesado, estamos descendiendo. . . Estamos en caída’’
- Piloto KLM B–747—‘‘KLM 867, necesitamos toda la asistencia que nos pueda dar, señor. Solicitamos vectores.’’

## Reinicio de los motores y consecuencias
Tras descender más de 4250 m (14 000 pies), la tripulación reinició los motores y aterrizó el avión sin problemas. En este caso, la ceniza causó daños a la aeronave por valor de más de 80 millones de dólares, lo que obligó a reemplazar los cuatro motores, pero no hubo víctimas mortales ni heridos.Un envío de 25 aves africanas, dos ginetas y 25 tortugas a bordo del avión fue desviado a un almacén de Anchorage, donde ocho aves y tres tortugas murieron antes de que se descubriera el envío mal etiquetado.
El avión, PH-BFC, permaneció en servicio con KLM hasta su retiro de la flota el 14 de marzo de 2018.Se incorporó a la flota de KLM Asia en 1995, cuando se estableció la filial para permitir a KLM volar tanto a Taiwán como a China continental. El PH-BFC fue repintado posteriormente con la imagen estándar de KLM tras una revisión de mantenimiento. Fue desguazado en enero de 2020 en el Aeródromo de Teruel.

## Incidente similar
En 1982, el vuelo 9 de British Airways cubría la ruta de Londres a Auckland. Durante el tramo de Kuala Lumpur a Perth, el Boeing 747-200 atravesó una nube de cenizas del Monte Galunggung, perdiendo potencia en los cuatro motores por la pérdida del compresor, y descendió de 37 000 pies (11 000 m) a tan solo 13 500 pies (4100 m) antes de que la tripulación lograra reiniciar tres motores y aterrizar en Yakarta.